# Stanley kupája
A Stanley kupája (Stanley's Cup) a South Park című rajzfilm sorozat 153. része (a 10. évad 14. epizódja). Az epizód első vetítésére az Egyesült Államokban 2006. november 15-én, Magyarországon 2007. december 7-én került sor. Ez a rész az 1992-es Kerge kacsák című film paródiája.

## Cselekmény
|  | Alább a cselekmény részletei következnek! |

Stan a helyi lapnak dolgozik újság kihordóként, de a biciklijét lefoglalják, mert nem fizette be a bírságokat. Hogy biciklijét visszaszerezze, felkeresi a Park megyei önkormányzat egyik képviselőjét – aki ebben a részben mindig megjelenik egy lemezjátszóval és tanácsokat ad Stannek – aki megállapodást köt vele, hogyha edzi a „Csipetkéket” (régebben Stan is játszott a csapatban), az ovis hokicsapatot, akkor visszakaphatja a bringáját. 
Amikor Stan apja, Randy, megtudja, hogy fia hol dolgozik, nagyon felzaklatja magát, mert úgy gondolja, fia így akarja elfelejteni a múltban ért sérelmet hokis pályafutásában.
Stan el is megy edzői kötelességeit teljesíteni, de a csapatnál különböző problémákkal szembesül. Először az egyik fiú rákja okoz fejtörést, mert mindenki tőle várja a megoldást a fiú betegségére. A beteg fiú pedig tőle várja a válaszokat a soros igazságtalanságaira: „Hogy mért kell nekem meghalnom?”, „Akkor isten utál engem?”, persze Stan nem tud válaszolni a kérdésekre. A fiú kórházba kerül és azt kéri a „Mestertől”, hogy ne legyen rákos, de mivel a kérés nyilvánvalóan nem teljesíthető, megelégszik az ígérettel is, hogy legyőzik az Adams megyeieket. A mérkőzés végül 0–0-s eredménnyel fejeződik be. A kisfiú állapota se nem romlik, se nem javul. Stan még egy lehetőséget kap a sorstól, és ismét ígéretet tesz, hogy megnyeri a meccset, a srácok nem hiszik el hogy megnyerhetik a meccset, végül arra következtetésre jutnak Stannel együtt, hogy szerezniük kell egy „profit”. Stan Ikera, Kyle öccsére gondol aki kanadai. Az edzésen igen tehetségesnek mutatkozik, így nagy reményekkel vágnak neki a Pepsi csarnokban rendezendő mérkőzésnek. Korábban ebben a csarnokban hibázta el Stan a gólt, üres kapura. A mérkőzésre nem jön el a másik csipet csapat, így a Colorado Avalanche profi felnőtt csapat helyett játszanak a Detroit Red Wings ellen, akik brutális játékkal 31–2-re győznek. Majd a végén úgy ünnepelnek, mint akik egy hasonlóan erős ellenfelet győztek volna le. Randy, Stan apja pedig, ugyanúgy felhúzza magát, mint amikor Stan nem lőtte be a gólt annak idején. A másik edző és apja viszont boldogan összeölelkeznek a jégen. A rákos fiú pedig meghal a kórházban, mikor megtudja, hogy veszített Stan csapata.

## Utalások
- A rész végén elhangzik a Queen We Are the Champions című dala.

## Külső hivatkozások
- Stanley kupája Archiválva 2008. október 15-i dátummal a Wayback Machine-ben a South Park Studios hivatalos honlapon